# Cabane Reine-Marguerite
La cabane Reine-Marguerite (en italien : capanna Regina Margherita) ou simplement cabane Margherita, s'élève à 4 554 ou 4 558 mètres d'altitude, sur le sommet de la pointe Gnifetti, lequel se trouve à la frontière italo-suisse, mais le bâtiment est placé entièrement en territoire italien par une convention bilatérale conclue en 1941. Il constitue le refuge le plus élevé d'Europe, ainsi que l'observatoire fixe le plus élevé du monde.

## Histoire
Une première cabane fut inaugurée le 18 août 1893, le jour où Marguerite de Savoie, reine d'Italie, s'y rendit pour y passer une nuit, escortée par une équipe de guides de montagnes gressonards et d'Alpins.
Le coût de la construction fut de 17 094 lires, avec un impôt d'entrée d'une lire, payée aussi par le directeur des travaux.
Ce refuge-laboratoire joua un rôle très important pour les recherches du médecin, physiologiste et archéologue italien Angelo Mosso, sur la médecine à haute altitude au début du XXe siècle. En 1907, un second centre de recherches est construit à 2 901 m, au col d'Olen, près du col des Salati (it).
La cabane originale fut abattue en 1979, et remplacée par le refuge-laboratoire. La structure actuelle dispose de 70 lits et est particulièrement fréquentée en été (mois de juillet et août).
La cabane est aussi le siège de la bibliothèque « Italo Grassi », de la section du Club alpin italien de Varallo Sesia, sans doute la plus élevée d'Europe. Inaugurée le 6 août 2004, cette bibliothèque dispose dans un premier temps de 160 volumes reçus gratuitement de plusieurs maisons d'édition, aussi bien que d'autres revues et publications. Aujourd'hui elle compte plus de 350 volumes.
La cabane appartient au Club alpin italien, qui s'occupe également de sa gestion.

## Accès
On peut rejoindre la cabane depuis la cabane Giovanni Gnifetti, ou bien depuis le refuge Ville de Mantoue (it).
Il faut remonter d'abord le glacier du Lys, à gauche de la Pyramide Vincent (4 215 mètres) et le Balmenhorn (4 167 mètres). On atteint ensuite le col du Lys (4 153 mètres), à la frontière entre l'Italie et la Suisse.
Après avoir dépassé le col, il faut passer à gauche du Ludwigshöhe (4 342 mètres), et de la pointe Parrot (4 436 mètres). On rejoint le col Gnifetti (4 454 mètres), qui sépare la pointe Gnifetti de la pointe Zumstein (4 563 mètres).
Du col Gnifetti, on accède ensuite rapidement à la cabane Reine-Marguerite.